# Georg Goldstein (Volkswirt)
Georg Goldstein (* 19. Oktober 1877 in Breslau; † August 1943 im KZ Auschwitz) war ein deutscher Volkswirt und von 1912 bis 1933 Direktor der Deutschen Gesellschaft für Kaufmanns-Erholungsheime.

## Leben
Georg Goldstein studierte an einer Bergakademie und promovierte im Fach Volkswirtschaft. Anschließend arbeitete er bei der preußischen Regierung in Berlin. 1912 wurde er Direktor der Deutschen Gesellschaft für Kaufmanns-Erholungsheime (GKH), die 1910 von Joseph Baum gegründet worden war.
1914 heiratete Goldstein seine Frau Margarethe, geb. Lasker, in deren Heimatstadt Trebnitz in Schlesien. Ihre Tochter Barbara wurde 1917, ihr Sohn Franz 1920 in Wiesbaden geboren, wo die Familie zunächst an der Lanzstraße, später im Haus Parkstraße 8 wohnte. Sie waren aktiv in der Liberalen Jüdischen Gemeinde in Wiesbaden.

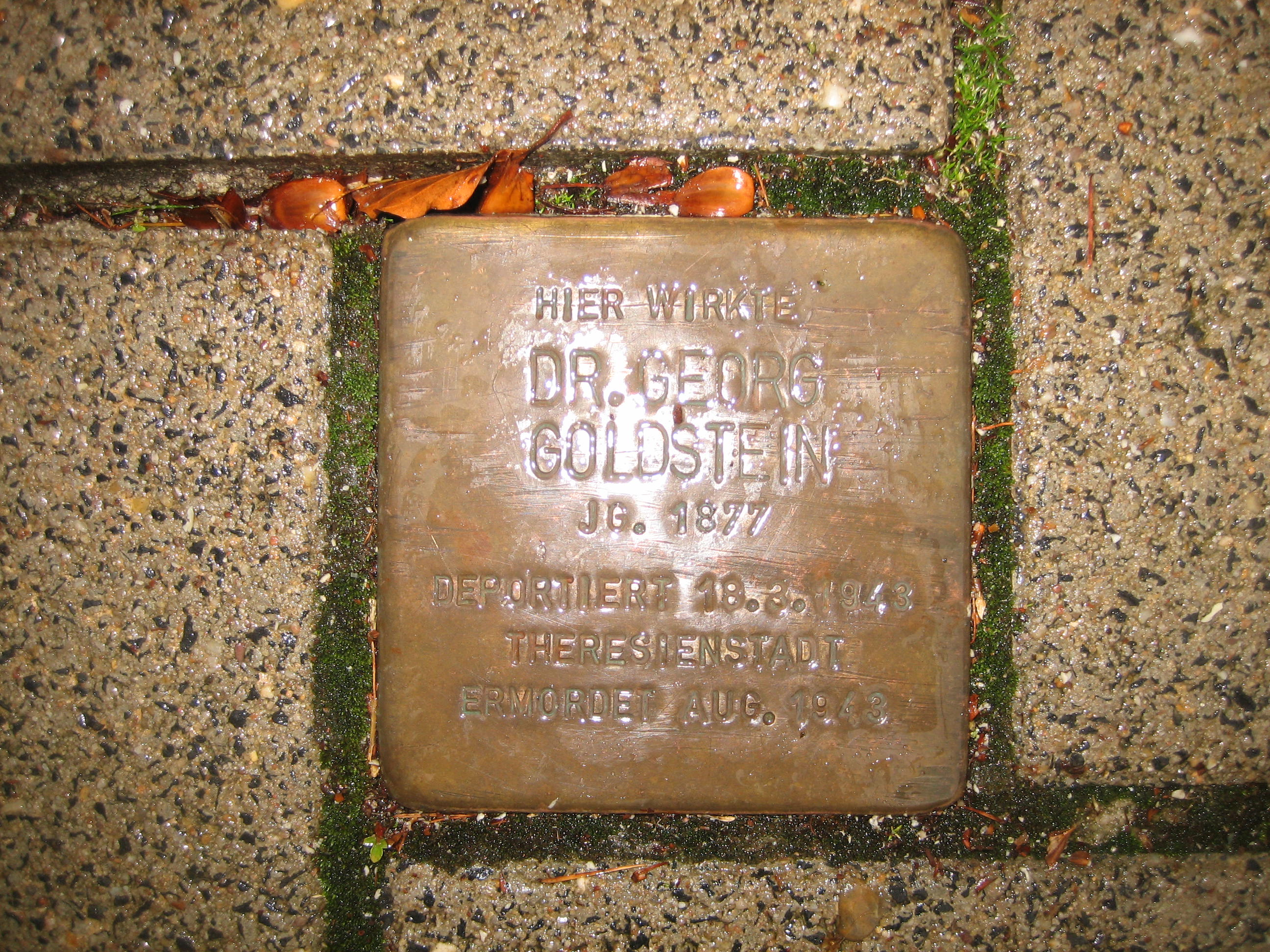
Stolperstein für Georg Goldstein vor dem Haus auf der Alb, Bad Urach

Goldstein prägte die Deutsche Gesellschaft für Kaufmanns-Erholungsheime in Wiesbaden über 20 Jahre entscheidend. 1930 wurde das von ihm mitgeplante Haus auf der Alb in Bad Urach eingeweiht. Bis dahin hatte die Gesellschaft unter Goldsteins Leitung 43 Erholungsheime mit über 5.000 Betten gebaut bzw. gekauft und umgebaut. Allein im Jahr 1930 beherbergten die Häuser 43.589 Gäste an fast 600.000 Verpflegungstagen. Finanziert wurde die Gesellschaft mit Stiftungskapital, das Georg Goldstein in beträchtlichem Umfang akquiriert hatte. Zu den Unterstützern der Gesellschaft gehörten die Unternehmer Robert Bosch und Eduard Breuninger in Stuttgart und der Textilfabrikant Robert Kempel in Bad Urach.
Am 10. Juni 1933 wurde Goldstein vom Vorstand der Gesellschaft entlassen, da er Jude war. Die beiden Kinder gingen nach Großbritannien ins Exil, aber aus finanziellen Gründen konnten die Eltern nicht folgen. Georg Goldstein engagierte sich weiterhin in der zunehmend verfolgten jüdischen Gemeinde in Wiesbaden.
1942 wurde das Ehepaar zwangsweise in Frankfurt am Main in einer Gemeinschaftsunterkunft untergebracht und am 17. März 1943 zunächst in das KZ Theresienstadt deportiert. Am 31. August 1943 wurde Georg Goldstein im Vernichtungslager Auschwitz ermordet. Margarethe Goldstein wurde am 9. Oktober 1944 ebenfalls nach Auschwitz deportiert und starb dort in den Gaskammern.

## Ehrungen
- Die kaufmännische Schule in Bad Urach wurde nach Georg Goldstein benannt.
- Seit 2009 erinnert ein Stolperstein vor dem Haus auf der Alb in Bad Urach an Georg Goldstein.
- Harald Kuntz und Dorothee Lottmann-Kaeseler veröffentlichten 2019 den Dokumentarfilm Georg Goldstein – Zur Erinnerung.[5]
- Name und Schicksal von Georg Goldstein sind in der weltweiten Zentralen Datenbank der Namen der Holocaustopfer erfasst.[6]
- Georg und Margarethe Goldstein werden auch im Opfer-Gedenkbuch des deutschen Bundesarchivs aufgeführt.[3]